# Jørgen Leth
Pour les articles homonymes, voir Leth.
Jørgen Leth est un réalisateur et poète danois né le 14 juin 1937 à Aarhus. Il s'est notamment démarqué dans le domaine du cinéma expérimental.

## Biographie
Fils de Hans Kaj Leth et Anne Elisabeth Linde, Jørgen Leth nait le 14 juin 1937 à Aarhus. Diplômé du gymnase de Marselisborg en 1957, il étudie la littérature à l'Université d'Aarhus avant de devenir journaliste.  Pendant plusieurs années, il a parcouru l’Afrique (1961), l’Amérique du Sud, l’Inde (1966) et l’Asie du Sud-Est (1970-1971). Son premier livre est publié en 1962. Il a publié dix recueils de poèmes et huit livres de vulgarisation scientifique. Il réalise son premier film en 1963 et a depuis réalisé plus de quarante films, dont beaucoup ont reçu une reconnaissance internationale. Son film le plus célèbre est le court métrage L'Homme parfait sorti en 1967. Il est l’auteur de plusieurs documentaires sportifs, notamment sur les cyclistes du Tour d'Italie et de Paris-Roubaix, intitulés respectivement Les Vedettes et les porteurs d'eau (1974) et Samedi en enfer (1977).
Il a travaillé comme consultant en création à la Danish Film Institute en 1971-1973 et en 1975-1977. En 1977-1982, il était président du conseil d'administration de l'institut. Il est également professeur à l'École nationale de cinéma du Danemark de Copenhague et a enseigné à l'université de Californie à Los Angeles, l'université de Californie à Berkeley, à l'université Harvard et dans d'autres universités américaines. Parmi les récompenses qu'il a reçues, le prix Thomas Mann en 1972, le prix spécial de l'Académie danoise en 1983 et Weekendavisen Book Award de l'hebdomadaire Weekendavisen en 2005. 
En 1988, Jørgen Leth a été recruté par la chaîne TV 2 pour commenter le Tour de France avec le journaliste Jørn Mader.
En 1995, le royaume de Danemark lui a octroyé la subvention à vie pour ses réalisations dans le domaine de la cinématographie. Depuis 1991, il vit en Haïti dans la ville de Jacmel. De 1999 à 2005, il est consul royal honoraire du Danemark dans cette ville.
En 2003, à l'initiative de Lars von Trier il participe au projet Five Obstructions qui lui fixe le défi de réaliser cinq remakes de son Homme parfait dont chaque version doit se conformer aux consignes, restrictions et interdictions plus ou moins arbitraires dictées par Lars von Trier.
Une réaction ambiguë au Danemark a été provoquée par la publication en 2005 de l'autobiographie de Leth L'Homme imparfait qui évoquait sa relation sexuelle avec une fille haïtienne âgée de 17 ans (la loi haïtienne définit la majorité sexuelle à 18 ans), ce qui a provoqué un grave scandale dans les médias danois. En octobre 2005, Leth a dû quitter le poste de consul honoraire du Danemark en Haïti. Il a également été démis de ses fonctions de commentateur sportif sur TV2. 
En 2009, il reprend son poste de commentateur de Tour de France, cette fois aux côtés de Dennis Ritter et de Rolf Sørensen, l'ancien coureur cycliste professionnel.
Les rétrospectives de Jørgen Leth ont eu lieu au National Film Theatre de Londres (1989), à Rouen, en France (1990), à l’American Film Institute à Washington (1992), à Mumbai, en Inde (1996), à New York (2002), à Sao Paulo (1990). 2003, 2008), Toronto (2004), Florence (2005), Rome (2006), Varsovie (2008) et Téhéran (2008).

## Filmographie
- 1963 : Stopforbud
- 1964 : Se frem til en tryg tid
- 1967 : Det perfekte menneske
- 1968 : Ofelias blomster
- 1968 : Nær himlen, nær jorden
- 1969 : Jens Otto Krag
- 1969 : Dyrehavefilmen
- 1970 : Teatret i de grønne bjerge
- 1970 : Motion Picture
- 1970 : Eftersøgningen
- 1970 : Dyrehaven: Den romantiske skov
- 1970 : Frændeløs
- 1971 : Livet i Danmark
- 1972 : Kinesisk bordtennis
- 1973 : Eddy Merckx i nærheden af en kop kaffe (TV)
- 1974 : Umulige time, Den
- 1974 : Stjernerne og vandbærerne
- 1974 : Klaus Rifbjerg
- 1975 : Gode og det onde, Det
- 1976 : En Forårsdag i Helvede
- 1978 : Peter Martins, en danser
- 1979 : Sanct Hansaften-spil (TV)
- 1979 : Kalule
- 1979 : At danse Bournonville
- 1982 : Step on Silence
- 1982 : 66 scener fra Amerika
- 1983 : Udenrigskorrespondenten
- 1984 : Pelota
- 1986 : Notater fra Kina
- 1986 : Legende menneske, Det
- 1987 : Composer Meets Quartet (vidéo)
- 1989 : Dansk litteratur
- 1989 : Notater om kærligheden
- 1992 : Traberg (documentaire)
- 1993 : Michael Laudrup - en fodboldspiller (documentaire)
- 1996 : Haiti. Uden titel
- 1999 : Jeg er levende - Søren Ulrik Thomsen, digter (documentaire) (court-métrage)
- 2002 : Drømmere (documentaire)
- 2003 : New Scenes from America (documentaire) (court-métrage)
- 2003 : Five Obstructions (De Fem benspænd) coréalisé avec Lars von Trier
- 2005 : Aarhus (documentaire) (court-métrage)

## Œuvres écrites
- Gult lys, 1962
- Kanal, 1964
- Sportsdigte, 1967
- Lykken i Ingenmandsland, 1967
- Glatte hårdtpumpede puder, 1969
- Eventyret om den sædvanlige udsigt, 1971
- Det går forbi mig, 1975
- Det er ligesom noget i en drøm – essais, 1976
- Filmmaskinen – essais, 1979
- Hvordan de ser ud, 1987
- Traberg. Roman, 1990
- Jeg leger at jeg kan alting – poèmes, 1991
- Hundene gør: Kup i Haiti, 1994
- Den gule trøje i de høje bjerge. Beretning om Tour de France, 1995
- Billedet forestiller, 2000
- Historier fra Haiti – en ø'stat i Caribien, 2000
- Samlede Digte, 2002
- Det uperfekte menneske – autobiographie, 2005
- Det gør ikke noget – poèmes, 2006
- Guldet på havets bund, Det uperfekte menneske/2, 2007
- En dag forsvandt Duke Jordan i Harlem – essais sur le jazz, 2008
- Tilfældets gaver – tekster om at lave film, 2009
- Det er derfor de knepper så meget i dette land – coécrit avec Morten Sabroe, 2009
- Hvad er det nu det hedder – poèmes, 2011
- Et hus er mere end en ting, Det uperfekte menneske/3, 2012
- Spørge Jørgen. Jørgen Leth svarer på alt - coécrit avec journaliste Anders Houmøller Thomsen, 2016
- Spørge Jørgen 2. Jørgen Leth svarer på alt – igen. coécrit avec journaliste Anders Houmøller Thomsen, 2017